# العلاقات العمانية الغانية
العلاقات العمانية الغانية هي العلاقات الثنائية التي تجمع بين سلطنة عمان وغانا.

## مقارنة بين البلدين
هذه مقارنة عامة ومرجعية للدولتين:
| وجه المقارنة                                              | سلطنة عمان    | غانا         |
| --------------------------------------------------------- | ------------- | ------------ |
| المساحة (كم2)                                             | 309.50 ألف    | 238.53 ألف   |
| عدد السكان (نسمة)                                         | 4.64 مليون    | 26.91 مليون  |
| الكثافة السكانية (ن./كم²)                                 | 14.99         | 112.82       |
| العاصمة                                                   | مسقط          | أكرا         |
| اللغة الرسمية                                             | اللغة العربية | لغة إنجليزية |
| العملة                                                    | ريال عماني    | سيدي غاني    |
| الناتج المحلي الإجمالي (بليون دولار)                      | 72.64 مليار   | 47.33 مليار  |
| الناتج المحلي الإجمالي (تعادل القوة الشرائية) بليون دولار | 179.49 مليار  | 115.41 مليار |
| الناتج المحلي الإجمالي الاسمي للفرد دولار أمريكي          | 15.55 ألف     | 1.37 ألف     |
| الناتج المحلي الإجمالي للفرد دولار أمريكي                 | 38.63 ألف     | 4.08 ألف     |
| مؤشر التنمية البشرية                                      | 0.793         | 0.579        |
| رمز المكالمات الدولي                                      | +968          | +233         |
| رمز الإنترنت                                              | عمان          | .gh          |
| المنطقة الزمنية                                           | ت ع م+04:00   | 00           |

## منظمات دولية مشتركة
يشترك البلدان في عضوية مجموعة من المنظمات الدولية، منها:
| علم المنظمة | اسم المنظمة                               | تاريخ انضمام سلطنة عمان | تاريخ انضمام غانا |
| ----------- | ----------------------------------------- | ----------------------- | ----------------- |
|             | مؤسسة التنمية الدولية                     | 1973                    | 29 ديسمبر 1960    |
|             | يونسكو                                    | 10 فبراير 1972          | 11 أبريل 1958     |
|             | وكالة ضمان الاستثمار متعدد الأطراف        | 1989                    | 29 أبريل 1988     |
|             | الأمم المتحدة                             | 7 أكتوبر 1971           | 8 مارس 1957       |
|             | الفريق المعني برصد الأرض                  | ?                       | ?                 |
|             | الاتحاد البريدي العالمي                   | ?                       | ?                 |
|             | البنك الدولي للإنشاء والتعمير             | 1971                    | 20 سبتمبر 1957    |
|             | الاتحاد الدولي للاتصالات                  | 28 أبريل 1972           | 17 مايو 1957      |
|             | منظمة حظر الأسلحة الكيميائية              | ?                       | ?                 |
|             | مؤسسة التمويل الدولية                     | 1973                    | 3 أبريل 1958      |
|             | المركز الدولي لتسوية المنازعات الاستشارية | 1995                    | 14 أكتوبر 1966    |
|             | منظمة التجارة العالمية                    | 2000                    | ?                 |
|             | منظمة الشرطة الجنائية الدولية             | ?                       | ?                 |

## وصلات خارجية
- موقع وزارة الخارجية العمانية
- موقع وزارة الخارجية الغانية